# 宗義暢
宗 義暢（そう よしなが）は、対馬国府中藩10代藩主。

## 生涯
寛保元年（1741年）6月27日、第8代藩主・宗義如の三男として生まれる。延享3年（1746年）12月、真孫数馬（さなつぐ かずま）の養子となり、その家督を継ぎ、元服時には父の1字を取って真孫 如資（さなつぐ ゆきすけ）を名乗る。のちに叔父で第9代藩主・義蕃の養子となり、宗義暢に改名。宝暦12年（1762年）閏4月28日、義蕃が隠居したため、家督を継いで第10代藩主となった。
しかし藩政の実権はなおも義蕃が握っていた。5月には第10代将軍・徳川家治に御目見して従四位下、侍従・対馬守に叙位・任官する。この頃の対馬府中藩では藩財政が窮乏して、朝鮮通信使の接待費用すら幕府より援助を受けるほどであり、そのために倹約の強化や幕府の補助金援助、さらに参勤交代を3年1度に短縮されるなどの措置もとられたが、藩財政は再建されなかった。しかも家臣の鈴木伝蔵が朝鮮の使者である崔天宗を殺害するという事件も起こるなど、藩の混乱も助長された時代であった。
義蕃の死後、藩政の実権を握ったが、安永7年（1778年）1月5日に死去した。享年38。跡を四男の猪三郎（1人目の義功）が継いだ。

## 系譜
- 父：宗義如（1716年 - 1752年）
- 母：清樹院 - 佐伯市左衛門の姉
- 養父：真孫数馬
- 養父：宗義蕃（1717年 - 1775年）
- 正室：元、貞心院 - 松平頼恭の娘
- 側室：織江、瑞祥院 - 永留藤右衛門の娘
  - 四男：宗猪三郎（義功）（1771年 - 1785年） - 死後に富寿が身代わりとなったため、富寿の元服後の諱で同じく義功と呼ばれる。
  - 六男：宗義功（1773年 - 1813年） - 幼名富寿
- 側室：大庭寿右衛門の妹
- 側室：テヲ - 竹末利左衛門の姉
- 側室：西川新六の娘
- 生母不明の子女
  - 男子：種寿

## 偏諱を与えた人物
- 樋口暢朝（ながとも、実弟）
- 樋口暢英（ながひで、実弟）
- 浅井暢謙（ながかた、実弟）
- 田島暢茂（ながしげ、従兄弟、養父・宗義蕃の次男で義兄弟にあたる。）